# 空気マスク
空気マスク（くうきマスク）は、陸上自衛隊の装備。化学科に配備されている。マスクおよび空気ボンベで構成されている。圧縮空気の入ったボンベを背中に背負い、圧縮空気を装着者に供給する。防護マスクでは対応できない有毒ガスや高濃度ガスや酸素欠乏に対して有効である。同マスクに似たものが駐屯地医務室などには塩素滅菌室用として、消防ポンプ車には消火作業用として備え付けられている。

## 諸元
- 重量：14.7kg
- ボンベ容量：8000cc
- 使用時間：約30分（作業中）

## 製作
- 川崎重工